# Aleksander Miecznikowski
Aleksander Miecznikowski (ur. 1837 w Paluchu koło Warszawy, zm. 1873) – polski inżynier, budowniczy dróg w Peru, współpracownik Ernesta Malinowskiego przy budowie Centralnej Kolei Transandyjskiej.
Początkowo uczył się w Warszawie, ale studia ukończył w Liège, gdzie studiował w latach 1856-1859. Autor licznych publikacji m.in. Przewodnik dla kowali (Warszawa, 1862), pierwszego polskiego podręcznika odlewnictwa Przewodnik dla giserów (Warszawa, 1864) i inne. 
W 1872 roku przybył do Peru, gdzie zbudował pierwszą bitą drogę w Peru na trasie od portu Callao do stolicy w Limie. Zmarł w 1873 z uwagi na miejscowy klimat, a uroczysty pogrzeb w Limie odbył się na koszt państwa.